# Oran Henderson
Pour les articles homonymes, voir Henderson.
Oran Kenneth Henderson , (25 août 1920 - 2 juin 1998) était un colonel de l'armée américaine qui commandait la 11e brigade d'infanterie, 23e division d'infanterie pendant la guerre du Vietnam et a ensuite servi comme chef de l' Agence de gestion des urgences de Pennsylvanie à la fin des années 1970. Il est surtout connu pour son rôle dans le massacre de My Lai, où il a servi comme commandant de brigade pour les unités impliquées dans les meurtres, et a finalement été accusé et acquitté de manquement au devoir pour ne pas avoir mené une enquête adéquate et avoir menti aux enquêteurs de l'armée. Il s'agissait de l'officier de l'armée le plus haut gradé à être jugé en lien avec ces meurtres. Avant la guerre du Vietnam, Henderson avait servi comme officier d'infanterie pendant la Seconde Guerre mondiale et la guerre de Corée.

## Biographie

### Jeunesse et éducation
Henderson est né le 25 août 1920 à Indianapolis, Indiana. Il s'est enrôlé dans l'armée le 12 avril 1939 et a été nommé sous-lieutenant le 7 janvier 1943,. Henderson a servi pendant la Seconde Guerre mondiale et la guerre de Corée en tant qu'officier d'infanterie, et a été blessé lors des deux conflits. Il est diplômé de l'Army Command and General Staff College en 1953 et de l' Armed Forces Staff College en 1959, puis a obtenu une licence à l'Université du Maryland en 1962,.

### Mon Lai et le procès
Le 16 mars 1968, Henderson prend le commandement de la 11e brigade d'infanterie. Il supervisera une opération de la taille d'un bataillon pour éliminer les forces du Viet Cong du district de Sơn Tịnh, ordonnant à ses hommes « d'y aller agressivement, de se rapprocher de l'ennemi et de l'anéantir pour de bon ». Au cours de l'opération, les soldats sous son commandement ont massacré des centaines de civils sud-vietnamiens non armés près du village de Sơn Mỹ dans ce qui sera plus tard connu sous le nom de massacre de My Lai. Au moment du massacre, Henderson survolait les villages en hélicoptère. Henderson fut le premier à interroger l'adjudant (WO1) Hugh Thompson, Jr., un pilote d'hélicoptère qui était intervenu dans le massacre et qui avait publié un rapport officiel décrivant ce qu'il avait vu. Malgré le rapport, Henderson a émis une recommandation au capitaine Ernest Medina, le commandant de l'une des compagnies impliquées dans les massacres et même après avoir interrogé plusieurs soldats impliqués dans l'opération, a publié un rapport indiquant que seulement vingt civils avaient été tués par inadvertance par des tirs d'artillerie,,. Dans son rapport, Henderson a qualifié de « propagande » les informations répandues selon lesquelles des centaines de civils avaient été tués, visant à discréditer les forces américaines et de l'ARVN.
En 1970, trois chefs d'accusation ont été portés contre Henderson, notamment celui de ne pas avoir mené d'enquête approfondie sur les meurtres, de ne pas avoir signalé d'éventuelles atrocités à son commandant de division, le général de brigade Samuel W. Koster, et d'avoir menti lors d'une enquête du Pentagone. Dans cette affaire, l'avocat de la défense de Henderson a fait valoir qu'il avait mené une enquête honnête mais qu'il avait été induit en erreur par ses subordonnés, dont le capitaine Medina, tandis que les procureurs ont soutenu qu'il avait caché des preuves afin de préserver son grade et son commandement. Le 18 décembre 1971, après un procès de 62 jours à Fort George G. Meade au cours duquel 106 témoins ont été entendus, Henderson a été acquitté par un jury composé de deux généraux et de cinq colonels. Après son acquittement, il a déclaré que le verdict « réaffirme la confiance que tout militaire peut avoir dans le système militaire ».

### Vie ultérieure
Après avoir quitté l'armée en 1974, Henderson est devenu chef de l'Agence de gestion des urgences de Pennsylvanie, où il a supervisé les réponses aux inondations dévastatrices de 1977 et à l'accident de Three Mile Island. Il a alors recommandé une évacuation d'un rayon de 16 km autour de la centrale, il témoignera par la suite devant le congrès à propos de l'incident,.

### Mort
Henderson meurt d'un cancer du pancréas le 2 juin 1998 à Lebanon, en Pennsylvanie.